# Félix de Bourbon-Parme
Pour les autres membres de la famille, voir Maison de Bourbon-Parme.
 (octobre 2017).
Si vous disposez d'ouvrages ou d'articles de référence ou si vous connaissez des sites web de qualité traitant du thème abordé ici, merci de compléter l'article en donnant les références utiles à sa vérifiabilité et en les liant à la section « Notes et références ».
Titres
Prince consort de Luxembourg
6 novembre 1919 – 12 novembre 1964
(45 ans et 6 jours)
Conseiller d'État
5 mai 1961 – 24 mars 1969
(7 ans, 10 mois et 19 jours)
Félix Vincent Marie de Bourbon-Parme, également connu sous le titre de courtoisie de prince de Parme (Felice di Borbone, principe di Parma, en italien),  né le 28 septembre 1893 à Schwarzau am Steinfeld (Autriche-Hongrie) et mort le  8 avril 1970 à Fischbach (Luxembourg), est le prince consort de Luxembourg de 1919 à 1964.

## Biographie

### Famille
Son père, l'ancien duc Robert, alors âgé de 45 ans, a perdu sa couronne de Parme à l'âge de douze ans en 1860, chassé par les troupes sardes. Sa mère née Louise d'Artois, alors régente, était la petite-fille du roi déchu Charles X de France et la sœur du comte de Chambord. Le duché a été rattaché au royaume d'Italie.
Veuf depuis 1881 de Maria-Pia de Bourbon-Siciles qui lui a donné 12 enfants, le duc déchu a épousé en secondes noces l'année suivante Maria Antónia de Bragança. Le second mariage de l'ancien monarque sera aussi prolifique que le premier puisqu'il donnera également le jour à 12 enfants, ce qui, au total, fait du duc de Parme le père de 24 enfants nés entre 1870 et 1905.
Le prince Félix est le sixième enfant issu du second mariage. Il naît au château de Schwarzau am Steinfeld (en Autriche) où sa famille vit en exil le 28 septembre 1893. La même année, sa demi-sœur aînée Marie-Louise de Bourbon-Parme épouse Ferdinand Ier de Bulgarie. Elle donnera le jour au futur Boris III de Bulgarie dès l'année suivante mais mourra prématurément en 1899. Le prince Félix est donc de la même génération que ses neveux.
En 1900, une de ses nombreuses cousines germaines, Élisabeth en Bavière épouse le futur roi Albert Ier de Belgique alors héritier du trône.
Sa sœur Zita, née en 1892, épouse en 1911 l'archiduc Charles d'Autriche qui, succédant à son grand-oncle François-Joseph Ier en 1916 sera le dernier empereur d'Autriche et roi de Hongrie. Ses frères aînés, Sixte de Bourbon-Parme et  François-Xavier de Bourbon-Parme serviront pendant la Première Guerre mondiale comme officiers dans l'armée belge. Ils seront les intermédiaires de leur beau-frère l'empereur Charles Ier d'Autriche dans les tentatives de paix que le jeune souverain engage secrètement avec les puissances alliées en 1917. Certaines de ses sœurs deviendront religieuses à l'abbaye de Solesmes. Plus tard, sa nièce la princesse Anne de Bourbon-Parme épousera en 1948 le roi déchu Michel Ier de Roumanie.

### Première Guerre mondiale et lendemains
Pendant la Première Guerre mondiale, tandis que ses frères aînés étaient officiers dans l'armée belge (la France ne veut pas des Bourbons), le « prince » Félix servit dans l'armée autrichienne.
Il se fiança à cette époque à la princesse Charlotte de Luxembourg, sœur cadette de la grande-duchesse Marie-Adélaïde Ire. Début 1919, Marie-Adélaïde, accusée par divers milieux luxembourgeois, français et belges d'avoir témoigné un peu trop de sympathie à l'Allemagne, abdique en faveur de sa sœur, mais Charlotte, devenant grande-duchesse, n'accepte pas pour autant de rompre ses fiançailles avec un prince ayant servi dans une armée alliée de l'armée allemande.
Sous le règne de l'énergique jeune souveraine, le droit de vote fut généralisé à tous les Luxembourgeois, femmes comprises. Et un double référendum régla d'une part la question du régime politique souhaité par le peuple en plébiscitant la monarchie et la maison de Nassau, et, d'autre part, montra que la réorientation économique du Grand-Duché, qui venait de quitter le Zollverein, n'était pas chose aisée : la France ayant en effet refusé l'union économique souhaitée par les Luxembourgeois, ceux-ci n'eurent pas d'autre choix que de négocier avec la Belgique qu'ils avaient éconduite (cf. UEBL).

### Mariage et descendance
Le 6 novembre 1919, la grande-duchesse et Félix de Bourbon se marièrent à Luxembourg. La veille, le futur marié fut naturalisé luxembourgeois et reçut les titres de prince de Luxembourg et de prince de Nassau.
Ils auront deux fils et quatre filles, portant le prédicat d'altesse royale :
- le prince Jean de Luxembourg (1921-2019), grand-duc héritier, puis grand-duc (1964-2000), qui épouse en 1953 la princesse Joséphine-Charlotte de Belgique (1927-2005) (postérité) ;
- la princesse Élisabeth de Luxembourg (1922-2011), qui épouse en 1956 François-Ferdinand, duc de Hohenberg (1927-1977 (postérité) ;
- la princesse Marie-Adélaïde de Luxembourg (1924-2007), qui épouse en 1958 le comte Karl Josef Henckel von Donnersmarck (1928-2008) (postérité) ;
- la princesse Marie-Gabrielle de Luxembourg (1925-2023), qui épouse en 1951 le comte Knud Holstein til Ledreborg (1919-2001) (postérité) ;
- le prince Charles de Luxembourg (1927-1977), qui épouse en 1967 Joan Douglas-Dillon (1935), fille de l'ambassadeur des Etats-Unis à Paris (postérité) ;
- la princesse Alix de Luxembourg (1929-2019), qui épouse en 1950 le prince Antoine de Ligne (1925-2005), devenu le 13e prince de Ligne, grand d'Espagne et chevalier de l'ordre de la Toison d'or autrichienne (postérité).

À l'occasion de leurs noces d'or en 1969, la grande-duchesse Charlotte et le prince Félix reçoivent la croix de l'ordre de la Résistance[réf. nécessaire].

### Décès
Le prince Félix de Luxembourg meurt le 8 avril 1970 au château de Fischbach (au Luxembourg), où il s'était installé avec son épouse après l'abdication de celle-ci en 1964. Il repose dans la crypte de la famille grand-ducale sous la cathédrale Notre-Dame de Luxembourg.

## Distinctions
- Grand-croix de la Légion d'honneur (Promotion 1923)[2],[3]
- Chevalier de l’Ordre du Saint-Esprit (ordre légitimiste dynastique français)[4]